# Fernando Richarte
Fernando Richarte Martínez (Monterrey, 12 de diciembre de 1991) es un jugador mexicano de fútbol americano que juega para los Fundidores de Monterrey de la Liga de Fútbol Americano Profesional (LFA).

## Carrera

### Universitaria
Richarte jugó fútbol americano universitario en los Auténticos Tigres de la Universidad Autónoma de Nuevo León, donde obtuvo la licenciatura en Derecho.

### Profesional
Richarte jugó para los Dinos de Saltillo de la Liga de Fútbol Americano Profesional (LFA) del 2017 al 2019.
En enero de 2019, Richarte fue seleccionado por los BC Lions en el Draft de la CFL-LFA; fue la segunda selección del equipo y la decimosexta en la general. Richarte se unió a los BC Lions junto a su compatriota Gerardo Álvarez. Debutó en la CFL el 10 de agosto contra los Hamilton Tiger-Cats y jugó seis partidos más.
Richarte se unió a los Fundidores de Monterrey de cara a la temporada 2021.